# Lemur rudočelý
Lemur rudočelý (Eulemur rufifrons) je druh lemura žijící na Madagaskaru.

## Taxonomie
Tento lemur má za sebou komplikovanou taxonomickou historii. Do roku 2001 byl veden jako poddruh lemura bělohlavého (Eulemur fulvus). V tom roce byl E. fulvus rozdělen na několik druhů, z nichž jeden byl lemur červenavý (E. rufus). Ten byl v roce 2008 (na základě zkoumání publikovaného r. 2007) rozdělen na lemura rudočelého (E. rufifrons) a lemura červenavého (E. rufus). K odštěpení došlo na základě genetické a morfologické odlišnosti. Tato zkoumání dále zjistila, že lemur rudočelý je více příbuzný lemurovi běločelému (E. albifrons) a lemurovi Sanfordovu (E. sanfordi) než lemurovi červenavému.

## Výskyt
Lemur rudočelý žije na západě a jihozápadě Madagaskaru, jižně od řeky Tsiribihina a na jihovýchodě Madagaskaru v pásu od řeky Mangoro a Onive k Andringitra Massif. Jeho biotopem na západě jsou suché nížinné lesy, na východě pak vlhké tropické lesy středních a vyšších nadmořských výšek (až do 1670 m n. m.).

## Popis
Jeho tělo měří 35 až 48 cm a ocas 45 až 55 cm. Váží mezi 2,2 až 2,3 kg. Zbarvení srsti je převážně šedé s černou barvou na obličeji. Okolo očí je srst bílá. Samci mají bílé zbarvení výrazné a rovněž jasně patrné vousy, u samic je tatáž oblast spíše krémová nebo nazrzlá, vousy málo patrné. Temeno je zrzavé.

## Ekologie, chování
Mezi chováním populací na západě a východě panují značné rozdíly. Západní populace žijí na menších územích a vykazují vyšší populační hustotu. Východní populace obývají území až o 100 hektarech. Lemuři rodočelí žijí ve skupinách čítajících 4 až 18 jedinců, přičemž západní populace bývají v průměru o jednoho člena větší (9 ku 8). Skupinové chování nevykazuje žádnou striktní hierarchii a vnitroskupinová agresivita se zdá být velmi nízká. Jedná se převážně o denní tvory. Nicméně západní populace se může uchylovat i k nočnímu způsobu života během suchých období, východní populace nikoliv.

### Potrava
Potrava zahrnuje listy, semena, ovoce, nektar a květy. Západní populace se živí méně pestrou stravou, které výrazně dominují listy.

### Rozmnožování
Rozmnožování je sezónní záležitostí, k páření dochází v červnu, k narození mláďat v září až říjnu. V západních populacích si jeden samec přivlastňuje všechny samice ze skupiny, na východě k tomu nedochází.

## Hrozby, ochrana
Hlavní hrozbou pro tento druh je ztráta biotopu z důvodu vypalování a těžby lesů. Dalším nebezpečím je lov na jídlo – jedná se o nejčastěji lovené lemury na Madagaskaru.
Hlavním ochranným opatřením je zakládání národních parků. Lemuři rudočelí jsou Mezinárodním svazem ochrany přírody vedeni jako taxon téměř ohrožený a v úmluvě o obchodu se zvířaty CITES jsou zahrnuti do nejpřísnější kategorie Appendix I.